# Gaming Innovation Group
Gaming Innovation Group Inc. (GIG) es una empresa pública con sede en Malta que ofrece servicios de casino, apuestas deportivas y poker a través de sus sitios web de juegos en línea: Guts.com, Rizk.com, Betspin.com, Superlenny.com, Thrills.com y Kaboo.com.
GIG es una compañía registrada en los Estados Unidos que opera en Malta y en cinco localidades más en Europa (Marbella, Oslo, Kristiansand, Gibraltar, Copenhague). La compañía cotiza en la Bolsa de Oslo con el símbolo 'GIG'.

## Historia
Gaming Innovation Group Ltd. se constituyó como Donkr International Ltd. en 2008 en Malta. Era el holding de Innovation Labs Ltd., la empresa comercial que opera el foro de poker en línea Donkr.com. En 2012, Frode Fagerli y Robin Reed se convirtieron en los propietarios de la empresa y la llamaron Gaming Innovation Group Ltd.
En 2012, Guts Gaming Ltd. (ahora MT SecureTrade Limited) se constituyó como una subsidiaria de propiedad total de Gaming Innovation Group Ltd. En mayo de 2013, la compañía lanzó Guts.com, un sitio web que ofrece apuestas deportivas y juegos de casino.
A principios de 2015, la subsidiaria de propiedad total (en ese momento una compañía inactiva) H2Hpoker Ltd. pasó a llamarse iGamingCloud Ltd. y lanzó un servicio de plataforma B2B para la industria iGaming. El producto se lanzó en febrero de 2015.
Gaming Innovation Group fue incluido en la Bolsa de Oslo en junio de 2015.
En enero de 2016, la compañía lanzó una nueva marca, Rizk.com, un portal para ofrecer juegos de casino en línea.
En junio de 2016, Gaming Innovation Group adquirió Betit Holdings por € 54 millones.
En enero de 2018, la compañía abrió una nueva sede en Malta.

## Estructura organizativa
GIG es una corporación estadounidense constituida en el estado de Delaware con sus oficinas registradas en Bokeelia, Florida, EE. UU., Donde se encuentra la contabilidad. GIG es una sociedad de cartera con todas las actividades comerciales que están llevando a cabo sus filiales.
GIG ha sido registrado en el registro de la compañía noruega como una 'Entidad extranjera registrada noruega' (NUF) con el número de organización 988 015 849.